# 2047: Sights of Death
2047: Sights of Death is een Italiaanse sciencefictionfilm uit 2014 onder regie van Alessandro Capone, met in de hoofdrollen Danny Glover, Daryl Hannah, Michael Madsen, Stephen Baldwin en Rutger Hauer. In Nederland werd de film uitgebracht onder de titel Death Squad.

## Verhaal
In het jaar 2047 is de Aarde herleid tot een radioactieve woestenij, die geregeerd wordt door de totalitaire Confederate Central Government (CCG). In deze besmette omgeving kan men alleen overleven door regelmatig een dosis "antirad" te nemen. Wie niet tijdig het medicijn neemt gaat hallucinerend dood.
Kapitein Ryan Willburn van het verzet wordt door Sponge eropuitgestuurd om bewijs te verzamelen tegen de CCG voor hun gruwelijke misdaden, maar hij stort neer in besmet gebied en wordt opgejaagd door de sinistere konel Asimov, majoor Anderson en een groep huurlingen onder leiding van Lobo. Ryan krijgt echter hulp uit onverwachte hoek van een mutante genaamd Tuag.

## Rolverdeling
| Acteur               | Personage              |
| -------------------- | ---------------------- |
| Danny Glover         | Sponge                 |
| Daryl Hannah         | majoor Anderson        |
| Michael Madsen       | Lobo                   |
| Stephen Baldwin      | kapitein Ryan Willburn |
| Rutger Hauer         | kolonel Asimov         |
| Neva Leoni           | Tuag                   |
| Kai Portman          | Evilenko               |
| Benjamin Stender     | Jimmy                  |
| Timothy Martin       | sergeant Coogan        |
| Mario Opinato        | korporaal Jano         |
| Marco Bonini         | korporaal Greshnov     |
| Riccardo Cicogna     | soldaat O'Brian        |
| Maurizio Tesei       | soldaat Remi           |
| Krisztina Csilla Rus | meisje in badkamer     |

## Release en ontvangst
De film ging in première op 24 juli 2014 in Italië en werd op 23 januari 2015 uitgebracht in een beperkt aantal Amerikaanse bioscopen. In Nederland kwam de film op 24 juli 2015 uit op dvd en Blu-ray.
De critici en het publiek waren vrijwel unaniem negatief, met als belangrijkste opmerkingen dat het scenario rammelt aan alle kanten, het camerawerk ondermaats is en de acteerprestaties van de nochtans bekende Hollywoodsterren bedroevend zijn. Op Rotten Tomatoes behaalde de film een publieksscore van 0% (15 recensies), met een gemiddelde beoordeling van 1,5/10. Gebruikers van de Internet Movie Database gaven de film een score van 2,5 op 10.